# La Belle Colère
La Belle Colère est un label éditorial fondé par Stephen Carrière, Dominique Bordes et Virginie Migeotte en 2014,. Il a pour thème des romans pour adultes dont les héros sont des adolescents. La Belle Colère est diffusé et distribué par Interforum.

## Parutions
- Un jour, je serai trop célèbre de Raziel Reid (2020)
- Lolito de Ben Brooks (2018)
- Marlena de Julie Buntin (2018)
- Nous, les déviants de C.J. Skuse (2017)
- Ma mémoire est un couteau de Laurie Halse Anderson (2017)
- La brume en août de Robert Domes (2017)
- Le projet Starpoint. Tome 1 : La Fille aux cheveux rouges de Marie-Lorna Vaconsin (2017)
- La Nuit, nous grandissons de Ben Brooks (2016)
- Je suis une fille de l'hiver de Laurie Halse Anderson (2016)
- Tout plutôt qu'être moi de Ned Vizzini (2015)
- Vite, trop vite de Phoebe Gloeckner (2015)
- Un été 42 d'Herman Raucher (2015)
- Vous parler de ça de Laurie Halse Anderson (2014)
- La Ballade d'Hester Day de Mercedes Helnwein (2014)
- Dieu me déteste de Hollis Seamon (2014)